# Công tử Mục Di
Mục Di (chữ Hán: 子目夷; ? – ?), họ Tử (子), tên là Mục Di (目夷), tự Tử Ngư (子鱼). Do từng giữ chức Tư Mã nên còn được gọi là Tư Mã Tử Ngư (司马子鱼). Ông là thành viên hoàng tộc kiêm đại thần nước Tống, Mục Di còn được xem là thủy tổ của họ Ngư (鱼).

## Thân thế
Ông là con trưởng thứ (thứ tử) của Tống Hoàn công và là anh cùng cha khác mẹ của Tống Tương công. Do xuất thân là thứ tử, ông không được kế vị ngôi vua. Khi Tống Hoàn công lâm bệnh nặng, Thái tử Tư Phủ (tức Tống Tương công sau này) đã đề nghị nhường ngôi cho Mục Di, nhưng ông kiên quyết từ chối (có tài liệu ghi rằng do Tống Hoàn công không đồng ý).
Năm 651 TCN, Tống Hoàn công qua đời, Thái tử Tư Phủ lên ngôi, tức Tống Tương công. Mục Di được phong làm Tả Sư (左师), phụ trách triều chính, giúp nước Tống ổn định.

## Sự nghiệp

### Từ chối ngôi vị quân vương
Do là con thứ nên Mục Di không được lập làm Thái tử, trong khi người em cùng cha khác mẹ là Tư Phủ được phong Thái tử vì là con đích. Mùa đông năm thứ 30 đời Tống Hoàn công (năm 652 TCN), Tống Hoàn công lâm bệnh nặng. Thái tử Tư Phủ nhiều lần khẩn thiết xin nhường ngôi cho anh trai Mục Di. Tống Hoàn công nghe theo, hạ lệnh truyền ngôi cho Mục Di. Tuy nhiên, Mục Di kiên quyết từ chối vì điều đó là trái với thứ tự tôn ti. Sử ký của Tư Mã Thiên cũng ghi lại sự kiện Thái tử Tư Phủ xin nhường ngôi cho Mục Di. Tống Hoàn công tuy khen ngợi tình anh em của thái tử nhưng cuối cùng không chấp thuận việc nhường ngôi. Sau khi đăng cơ, nhận thấy Mục Di là người nhân đức, Tống Tương công đã bổ nhiệm ông làm Tả Sư (左师), giao phó trọng trách xử lý các đại sự triều chính. Nhờ vậy, nước Tống được hưởng cảnh thái bình thịnh trị. Cũng từ đó, hậu duệ của Mục Di – họ Ngư (鱼) – được kế tập tục giữ chức Tả Sư qua các đời.

### Can gián Tống Tương công
Vào mùa xuân năm thứ 12 đời Tống Tương công (năm 639 TCN), ông tổ chức hội chư hầu tại đất Lộc Thượng thuộc nước Tống, với tham vọng ép Sở ủng hộ mình trở thành bá chủ chư hầu. Mặc dù Sở Thành vương đã đồng ý trên danh nghĩa, nhưng Mục Di (khi đó đang giữ chức Tư Mã) đã nhìn thấy nguy cơ tiềm ẩn. Ông cảnh báo với Tống Tương công rằng một nước nhỏ như Tống mà dám đứng ra chủ trì minh hội thì chỉ chuốc lấy tai họa. Đến mùa thu cùng năm, khi chư hầu tụ họp ở đất Vu để ký kết minh ước, Mục Di tiếp tục bày tỏ lo ngại về tham vọng quá lớn của Tống Tương công. Lời tiên tri của ông đã ứng nghiệm khi Sở Thành vương phản bội, bắt giữ Tống Tương công làm con tin, nước Tống buộc phải lập Mục Di lên làm vua để giữ nước. Mãi đến mùa đông, sau hội chư hầu ở đất Bạc, Tống Tương công mới được thả về, nhưng Mục Di vẫn không ngừng lo lắng về những hệ lụy tiếp theo.
Năm 638 TCN, Tống Tương công phát binh xâm lược nước Trịnh vì nước này đã về phe nước Sở phản bội Tống trong lần hội minh trước đó. Mục Di lần nữa lên tiếng cảnh báo đây sẽ là nguồn cơn của binh đao. Khi Sở Thành vương điều quân cứu Trịnh, Mục Di khẩn thiết khuyên can Tống Tương công đừng giao chiến vì như vậy chỉ chuốc lấy thất bại. Trận chiến quyết định diễn ra bên bờ sông Hoằng đã trở thành minh chứng cho sự ngoan cố của Tống Tương công. Bất chấp những cơ hội vàng khi quân Sở chưa kịp triển khai đội hình, vua Tống vẫn kiên trì quan niệm quân tử thì không đánh lén, đợi đối phương chuẩn bị xong xuôi mới giao chiến. Kết cục là quân Tống đại bại, bản thân Tống Tương công cũng bị thương nặng, nhiều tướng lĩnh trung thành tử trận.
Sau trận chiến, trong khi Tống Tương công vẫn còn cố chấp biện minh bằng những lý tưởng nhân nghĩa cổ xưa, thì Mục Di đã thẳng thắn chỉ ra những sai lầm chiến lược của ông. Ông phân tích rằng chiến tranh cần vận dụng mọi lợi thế, không nên bó buộc bởi những quy tắc cứng nhắc. Những lời khuyên tỉnh táo và thực tế của Mục Di đã làm nổi bật sự đối lập giữa tư duy chính trị thực dụng và chủ nghĩa lý tưởng không tưởng thời Xuân Thu. Sau sự kiện này, không còn ghi chép nào về Mục Di nữa.